# Adiantum senae
Adiantum senae är en kantbräkenväxtart som beskrevs av Bak. Adiantum senae ingår i släktet Adiantum och familjen Pteridaceae. Inga underarter finns listade.